# جنگ هارت
جنگ هارت (به انگلیسی: Hart's War) فیلمی محصول سال ۲۰۰۲ به کارگردانی گرگوری هابلیت است. در این فیلم بازیگرانی همچون بروس ویلیس، کالین فارل، ترنس هاوارد، کول هاسر، مارچل یورش، لینوس روچه، جاناتان برندیس، وایسلس ریون شانون، موری استرلینگ، روری کاکرین، ریک راونلو، آدریان گرنیر و سم ووردینگتن ایفای نقش کرده‌اند.

## خلاصه داستان
جنگ جهانی دوم، دانشجوی سال دوم مدرسهٔ حقوق، «سروان تامی هارت» (فارل)، در اردوگاه اسیران جنگی آلمان زندانی است. در اردوگاه قتلی اتفاق می‌افتد و «هارت» مأمور می‌شود تا در دادگاهی که خود زندانی‌ها تشکیل داده‌اند. از متهم به قتل، خلبانی سیاه پوست (هوارد) دفاع کند…